# Hiszpania na Letnich Igrzyskach Olimpijskich 1952
Hiszpania na Letnich Igrzyskach Olimpijskich 1952 reprezentowało 27 zawodników. Był to siódmy start reprezentacji Hiszpanii na letnich igrzyskach olimpijskich. Sportowcy Hiszpanii zdobyli jeden srebrny medal.
Najmłodszym reprezentantem Hiszpanii na tych igrzyskach był 14-letni wioślarz – Luis Omedes, zaś najstarszym 63-letni strzelec – Emilio Álava.

## Skład reprezentacji

### Gimnastyka
- Joaquín Blume – Wielobój indywidualnie – 56. miejsce, Ćwiczenia na podłodze mężczyzn – 29. miejsce, Skok mężczyzn – 73. miejsce, Poręcz mężczyzn – 60. miejsce, Drążek mężczyzn – 40. miejsce, Kółka mężczyzn – 38. miejsce, Koń z łękami – 101. miejsce

### Jeździectwo
- Beltrán, Duke de Albuquerque – WKKW indywidualnie – 12. miejsce
- Jaime García  – Skoki przez przeszkody indywidualnie – 16. miejsce
- Marcelino Gavilán – Skoki przez przeszkody indywidualnie – 30. miejsce
- Fernando López – WKKW indywidualnie – 34. miejsce
- Beltrán, Duke de Albuquerque, Fernando López, Joaquín Nogueras  – WKKW drużynowo – nie ukończyli
- Jaime García, Marcelino Gavilán, Manuel Ordovas  – Skoki przez przeszkody indywidualnie – 10. miejsce
- Joaquín Nogueras – WKKW indywidualnie – Nie ukończył
- Manuel Ordovas – Skoki przez przeszkody indywidualnie – 16. miejsce

### Piłka wodna
- Juan Abellán, Josep Bazán, Francisco Castillo, Ricardo Conde, Agustín Mestres, Roberto Queralt, Leandro Ribera Abad, Antonio Subirana – Piłka wodna mężczyzn – 8. miejsce

### Pływanie
- Ricardo Conde – 100 m stylem dowolnym – 6. miejsce w kwalifikacjach
- Enrique Granados – 400 m stylem dowolnym – 7. miejsce w kwalifikacjach, 1500 m stylem dowolnym – 4. miejsce w kwalifikacjach
- Roberto Queralt – 100 m stylem dowolnym – 4. miejsce w kwalifikacjach

### Strzelectwo
- Ángel León – Pistolet 50 m – 2. miejsce (srebrny medal)
- Emilio Álava – Pistolet szybkostrzelny 25 m – 13. miejsce
- Rafael de Juan – Trap – 27. miejsce
- Antonio Vega – Trap – 33. miejsce

### Wioślarstwo
- Salvador Costa, Francisco Gironella, Pedro Massana, Luis Omedes, Miguel Palau – Czwórka ze sternikiem – 3. miejsce w kwalifikacjach
- Juan Omedes – Jedynka – 3. miejsce w kwalifikacjach

### Żeglarstwo
- Ramón Balcells Rodón – Finn – 10. miejsce